# Herrerasauridae
Herrerasauridae – викопна родина ящеротазових динозаврів. До родини належать Gnathovorax, Herrerasaurus, Sanjuansaurus, Staurikosaurus і, можливо, Chindesaurus та Caseosaurus.